# Association des journalistes indépendants du Québec
L'Association des journalistes indépendants du Québec (ou AJIQ) est une organisation québécoise fondée dans le but de défendre les droits et les conditions de travail des journalistes à statut précaire : les pigistes, les contractuels et les surnuméraires. Depuis ses débuts, elle lutte pour la reconnaissance des droits d'auteur des journalistes indépendants.
l'AJIQ a pour mission d’améliorer les conditions de pratique, de favoriser le développement professionnel et de valoriser la contribution des journalistes indépendants à la production d’une information de qualité et d’intérêt public.

## Historique
Fondée en 1988, l'AJIQ a notamment lutté dans les années 1990, en vain, pour que les recherchistes (ou journalistes à la recherche, au sein des émissions de télé) obtiennent une reconnaissance juridique,.
En 1994, 1995 et 1996, elle a remis les prix René-Lévesque.
En juin 1999, elle a déposé un recours collectif de 30 millions de dollars contre les principaux éditeurs de journaux et magazines du Québec ainsi que la société d'archivage électronique CEDROM-SNi. De tels recours collectifs ont été déposés, sous diverses formes, au Canada anglais, aux États-Unis et dans différents pays d'Europe. Au Québec, le recours collectif a été intenté par l'AJIQ à l'initiative de pigistes de l'hebdomadaire culturel Voir à qui la direction du média avait tenté d'imposer une renonciation de droits. Le rédacteur en chef de l'époque, Richard Martineau, avait pris publiquement la défense de la direction du Voir ce qui avait suscité un certain malaise auprès des observateurs de l'époque. La décision du Voir de refuser un droit de réplique à l'AJIQ avait également fait l'objet d'une plainte au Conseil de presse. 
En 2001, l'AJIQ a été invitée à présenter en commission parlementaire lors de la Consultation générale sur les impacts des mouvements de propriété dans l'industrie des médias et des télécommunications. Lors de sa présentation, la présidente de l'AJIQ Lyne Fréchet avait déclaré : « on ne voit aucun avantage, on ne voit rien de positif à la concentration des médias actuellement. Au contraire, tout ce qu'on voit, c'est nos conditions de travail se détériorer et on voit la qualité de l'information de plus en plus menacée. »
Cette même année, l'AJIQ est parvenue à un premier règlement à l'amiable dans le cadre du recours collectif. Le quotidien montréalais Le Devoir accepte de mettre en place une entente contractuelle reconnaissant les droits d'auteur et les droits moraux de ses collaborateurs journalistes indépendants et la création d'une bourse annuelle de 2000$ destinée à un de ses membres. L'AJIQ attribue donc depuis 2003 la Bourse AJIQ-Le Devoir, qui consiste en un stage rémunéré au quotidien montréalais.
En 2008, l'AJIQ a procédé à des remises de prix lors du congrès de 20 ans de l'AJIQ. L'année suivante elle a lancé la première édition des Grands prix du journalisme indépendant . Une dizaine d'éditions de ce concours annuel visant à récompenser le travail de journalistes, photographes et illustrateurs indépendants québécois ont été tenues et ont permis de récompenser des dizaines de journalistes au fil des ans.
En 2010, l'AJIQ a élaboré les 10 principes du contrat équitable qui ont été adoptés lors de l'assemblée générale annuelle de la Fédération professionnelle des journalistes du Québec au congrès de novembre 2010. C'est également en 2010 qu'est survenu un règlement avec les journaux du groupe Gesca et avec CEDROM-Sni. L'entente prévoyait notamment un tarif plancher de 4$ la ligne indexé annuellement et un contrat type pour tous les collaborateurs pigistes des journaux de Gesca, qui incluaient à l'époque La Presse (Montréal), Le Soleil (Québec), Le Droit (Ottawa), La Tribune (Sherbrooke), Le Nouvelliste (Trois-Rivières), La Voix de l’Est (Granby), Le Quotidien et Progrès-Dimanche (Saguenay).
En 2014, un nouveau règlement est intervenu avec TC Média (propriétaire du journal Les Affaires) et Rogers (alors propriétaire du magazine L'Actualité) dans le cadre du recours collectif intenté en 1999. Dans le cadre de cette entente, l'AJIQ a obtenu le versement d'un dédommagement de plus de 150 000 $ aux pigistes dont les textes avaient été reproduits sans autorisation par CDROM-SNi entre 1996 et 1999.
En 2016, l'AJIQ a présenté un mémoire dans le cadre des consultations sur le renouvellement de la politique culturelle du Québec.
En 2018, à l'occasion des 30 ans de l'association, l'AJIQ et la FPJQ ont décidé de tenir leur congrès simultanément. Le congrès a été l'occasion de faire le point sur les questions liées à la reconnaissance, la protection et la valorisation des droits d’auteur des journalistes indépendants et sur l'amélioration du niveau de revenu des pigistes. À l'occasion du congrès, le prix hommage des GPJI a été remis aux pigistes du journal Voir, dont le nouveau propriétaire (Mishmash) a également réglé hors cour en avril 2018. 

## Affiliations
L'AJIQ est affiliée, depuis 1992, à la Fédération nationale des communications et de la culture (FNCC), une fédération de syndicats regroupant quelque 6 000 membres du secteur des communications, elle-même affiliée à la Confédération des syndicats nationaux (CSN). 
L'AJIQ est également membre, depuis 1998, de la Société québécoise de gestion collective des droits de reproduction - Copibec, une entreprise d’économie sociale sans but lucratif qui assure le versement aux auteurs de livres et d’articles, aux créateurs en arts visuels et aux éditeurs de livres, de revues et de journaux les redevances perçues auprès des utilisateurs de leurs œuvres.  

## Présidence
- Depuis 2018 : Gabrielle Brassard-Lecours
- 2016-2018 : Simon Van Vliet
- 2014-2015 : Vacant
- 2013-2014 : Mariève Paradis
- 2012-2013 : Vacant
- 2011-2012 : Lisa-Marie Noël
- 2007-2011 : Nicolas Langelier
- 2003-2007: Jean-Sébastien Marsan
- 2002-2003 : Alain Gerbier
- 2000-2002 : Jacinthe Tremblay
- 1993-2000 : Lyne Fréchet
- 1988-1993 : André G. Côté